# アントニア・ド・リュクサンブール

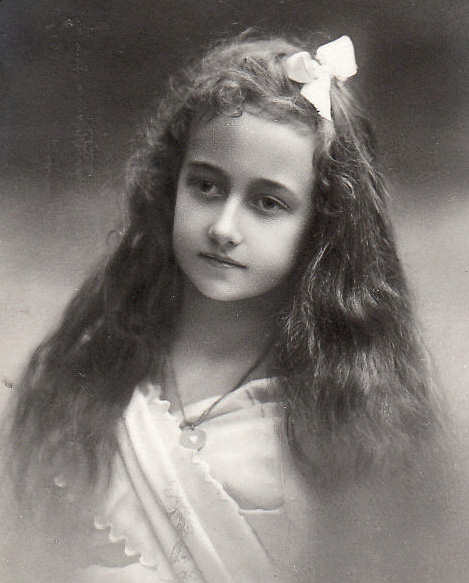
少女時代のアントニア、1910年

アントニア（アントワネット）・ロベルト・ソフィー・ヴィレルミーヌ・ド・リュクサンブール（仏：Antonia(Antoinette) Roberte Sophie Wilhelmine de Luxembourg, 独：Antonia Roberta Sophie Wilhelmine von Nassau-Weilburg, 盧：Antonia Roberta Sophie Wilhelmine vun Nassau-Weilburg, 1899年10月7日 - 1954年7月31日）は、ルクセンブルク大公国の大公女で、バイエルン王国の元王太子ループレヒトの2番目の妻。

## 生涯
ルクセンブルク大公ギヨーム4世とその妻でポルトガルの廃王ミゲル1世の娘であるマリア・アンナの間の四女として、オーバーバイエルンのレングリースにあるホーエンブルク城で生まれた。2人の姉、マリー＝アデライードとシャルロットはルクセンブルクの女大公である。アントニアは家族から「トニ（Toni）」の愛称で呼ばれた。
アントニアは1918年8月26日、バイエルン王太子ループレヒトと婚約した。当時、ループレヒトはドイツ帝国元帥であり、ドイツ軍第6軍の司令官としてロレーヌの戦いでドイツに勝利をもたらしていた。さらにこの時は第一次世界大戦中でドイツがルクセンブルクを占領下に置いており、ルクセンブルク大公家とドイツの王族との親密な関係を示すような2人の縁組は、非難の的になった。この縁組は、すでにかなり評判の悪かったアントニアの長姉マリー＝アデライード女大公の立場をさらに苦境に追いやり、マリー＝アデライードは1919年1月10日には大公位を退くことを余儀なくされた。
アントニアの姉が退位させられ、バイエルン王国が共和制に移行してループレヒトが王太子の地位を失うなど、状況は大きく変わったにもかかわらず、アントニアとループレヒトは1921年4月7日にホーエンブルク城で結婚した。ループレヒトは最初の妻でアントニアの従姉でもあるマリー・ガブリエーレ・イン・バイエルンに先立たれており、この結婚は再婚だった。
アントニアとループレヒトはナチス・ドイツ体制に反対しており、1939年に夫妻はイタリアに亡命、さらにアントニアと子供たちはハンガリーに逃れた。1944年にナチス・ドイツがハンガリーを占領すると、イタリアに残ったループレヒトは逮捕を免れた一方で、アントニアと子供たちは拘束され、ザクセンハウゼン強制収容所に収監された。1945年4月上旬には、母子はさらにダッハウ強制収容所に移送された。ダッハウへの移送後すぐに解放されたものの、強制収容所での生活はアントニアの健康を激しく蝕んでいた。アントニアは解放から9年後の1954年、スイスのレンツェルハイデで亡くなった。

## 子女
夫ループレヒト王太子との間に1男5女をもうけた。
- ハインリヒ・フランツ・ヴィルヘルム（英語版）（1922年 - 1958年） - リュストラック男爵令嬢アンヌ・マリーと結婚
- イルミンガルト・マリー・ヨーゼファ（英語版）（1923年 - 2010年） - 従兄のバイエルン王子ルートヴィヒ（英語版）と結婚
- エーディタ・マリー・ガブリエーレ・アンナ（1924年 - 2013年） - ティト・トンマーゾ・マリア・ブルネッティと結婚、グスタフ・クリスティアン・シマートと再婚。
- ヒルダ・ヒルデガルト・マリー・ガブリエーレ（1926年 - 2002年） - Juan Bradstock Edgar Lockett de Loayzaと結婚
- ガブリエーレ・アーデルグンデ・マリー・テレジア・アントニア（1927年 - 2019年） - クロイ公爵カールと結婚
- ゾフィー・マリー・テレーゼ（1935年 - ） - アーレンベルク公爵ジャン＝エンゲルベルトと結婚